# Ferrohexahydrite
La ferrohexahydrite est un minéral de la classe des sulfates qui appartient au groupe de l'hexahydrite (MgSO4 · 6 H2O), dont c'est l'analogue avec le fer(II) et de laquelle il tire son nom.

## Caractéristiques
La ferrohexahydrite est un sulfate de fer(II) hexahydraté, de formule chimique FeSO4 · 6 H2O. Elle cristallise dans le système monoclinique sous forme de stalactites ; les cristaux fibreux ou capillaires peuvent atteindre 6 mm de long. Sa dureté sur l'échelle de Mohs est de 2.

## Classification
Selon la classification de Nickel-Strunz, la ferrohexahydrite appartient à "07.CB: Sulfates (séléniates, etc.) sans anions additionnels, avec H2O, avec des cations de taille moyenne", avec les minéraux suivants : dwornikite, gunningite, kiesérite, poitevinite, szmikite, szomolnokite, cobaltkiesérite, sandérite, bonattite, aplowite, boyléite, ilésite, rozénite, starkeyite, drobecite, cranswickite, chalcanthite, jôkokuite, pentahydrite, sidérotile, bianchite, chvaleticéite, hexahydrite, moorhouséite, nickelhexahydrite, retgersite, biebérite, boothite, mallardite, mélantérite, zinc-mélantérite, alpersite, epsomite, goslarite, morénosite, alunogène, méta-alunogène, aluminocoquimbite, coquimbite, paracoquimbite, rhomboclase, kornélite, quenstedtite, lausénite, lishizhénite, römerite, ransomite, apjohnite, bilinite, dietrichite, halotrichite, pickeringite, redingtonite, wupatkiite et méridianiite.

## Formation et gisements
La ferrohexahydrite a été trouvée dans des grès oxydés contenant des minerais (mine Sofiya, Ukraine) et également comme produit de déshydratation de la mélantérite dans des échantillons issus de forage (nord-est du Tatarstan, Russie).
Des gisements de ferrohexahydrite ont été trouvés en Allemagne, en Autriche, aux États-Unis, en Italie, au Japon, en Pologne, en Tchéquie, en Russie et en Ukraine.